# Península Muñoz Gamero

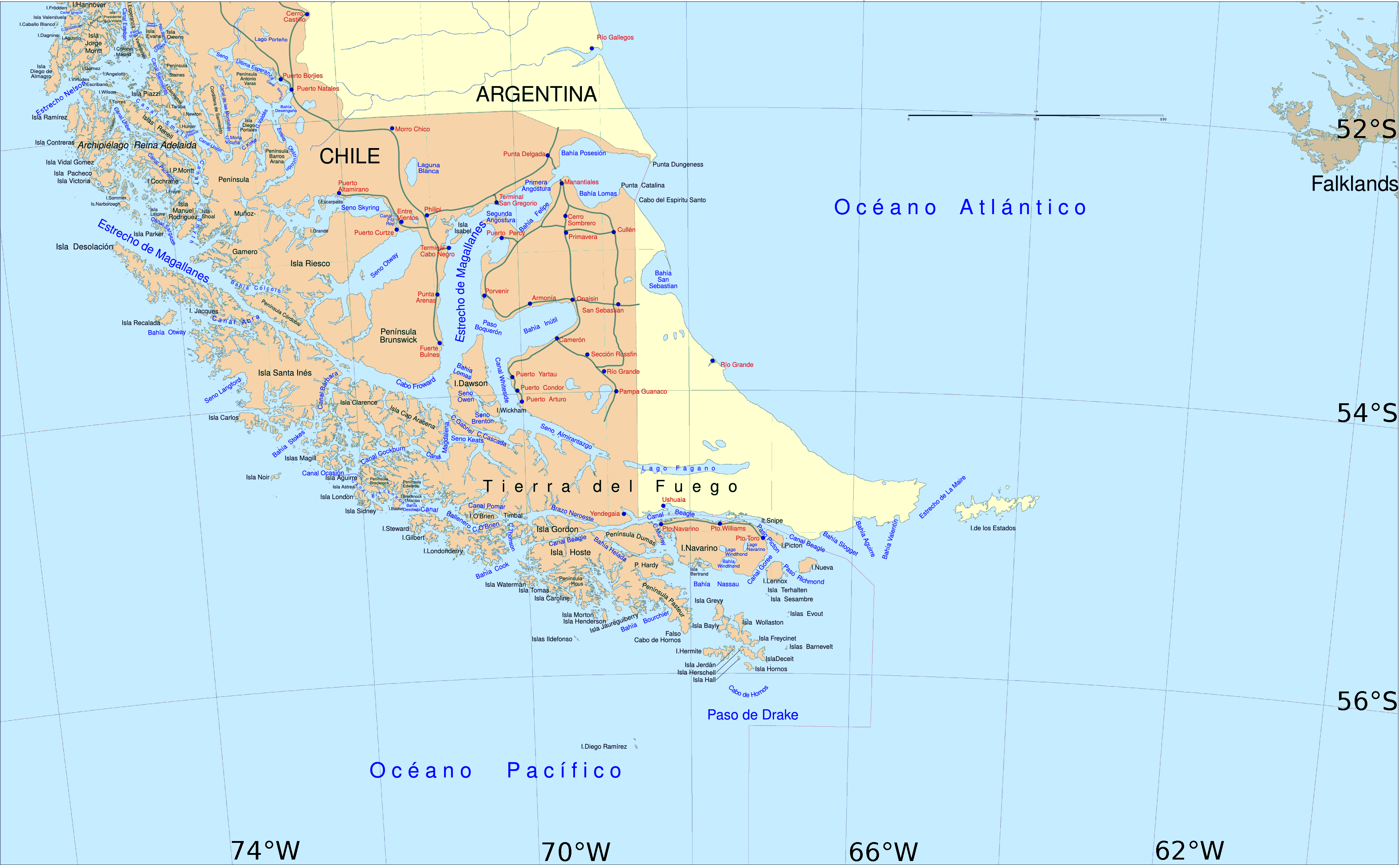
Mapa del sur de la región de Magallanes, incluyendo la península Muñoz Gamero.

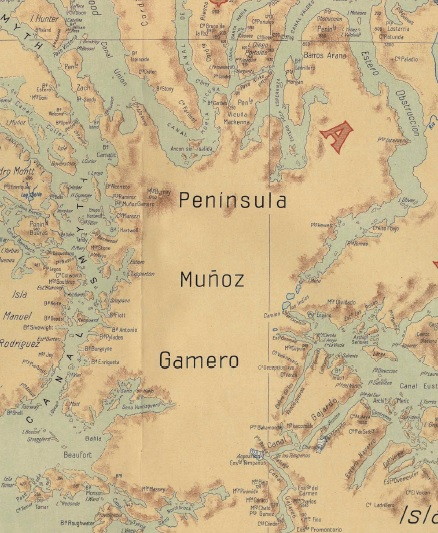
Mapa de 1911 de la península Muñoz Gamero.

La península Muñoz Gamero es una península en la región de Magallanes y de la Antártica Chilena, en el sur de Chile. Está bordeada por el oeste por el canal Smyth y por el suroeste por el estrecho de Magallanes, y está conectado a la Patagonia continental por un istmo estrecho, el cual separa el seno Skyring del estero Obstrucción. La península consta de varias penínsulas más pequeñas que se desprenden de su masa de tierra central. La isla Riesco, inmediatamente al suroriente de la península, fue considerada parte de ella hasta 1904. El lago que ocupa una parte significativa de su porción central fue descubierto en 1945. Al interior de la península se encuentran el monte Burney y el Gran Campo Nevado.
La península recibe su nombre en honor al gobernador de Magallanes Benjamín Muñoz Gamero.